# Dziobowal skryty
Dziobowal skryty, wal Carlhubbsa (Mesoplodon carlhubbsi) – gatunek ssaka morskiego z rodziny zyfiowatych (Ziphiidae).

## Taksonomia
Gatunek po raz pierwszy zgodnie z zasadami nazewnictwa binominalnego opisał w 1963 roku amerykański zoolog Joseph Curtis Moore nadając mu nazwę Mesoplodon carlhubbsi. Holotyp pochodził z La Jolla (32°51′41″N 117°15′19″W/32,861389 -117,255278), w Kalifornii, w Stanach Zjednoczonych. Okazem typowym był dorosły samiec (numer katalogowy USNM 278031) na którego składał się szkielet, kość gnykowa (krtań), miednica i jedno oko zakonserwowane w alkoholu, płetwa grzbietowa oraz jeden czubek przywry; holotyp pochodził z kolekcji Carla Leavitta Hubbsa.
Autorzy Illustrated Checklist of the Mammals of the World uznają ten gatunek za monotypowy. 

### Etymologia
- Mesoplodon: gr. μεσος mesos „środkowy”; oπλα opla „uzbrojenie”; οδους odous, οδοντος odontos „ząb”[13].
- carlhubbsi: prof. Carl Leavitt Hubbs (1894–1979), amerykański ichtiolog[14].

## Zasięg występowania
Dziobowal skryty występuje w północnym Oceanie Spokojnym, gdzie większość obserwacji pochodzi z zachodniej Ameryki Północnej od 54°18’ do 32°42’ szerokości geograficznej północnej, notowany również na wybrzeżu Oceanu Spokojnego w Japonii od 41°42′ do 35° szerokości geograficznej północnej. Brak zapisów ze środkowego Oceanu Spokojnego, więc mogą istnieć oddzielne populacje zachodnie i wschodnie. Sugerowano, że zasięg jest związany z głębokim systemem prądów subarktycznych.

## Morfologia
Długość ciała 470–532 cm; niepotwierdzona masa ciała około 1000–1500 kg. Dorosłe samce tego gatunku mają białą plamę przed i dookoła otworów nosowych. Czubek górnej szczęki i żuchwy także są białe. Samce posiadają też duże, spłaszczone, podobne do ciosów zęby wystające z żuchwy. Zarówno samice jak i samce mają kolor ciemnoszary do czarnego. Samice są nieco jaśniejsze po bokach i białe po stronie brzusznej.

## Ekologia

### Pożywienie
Kałamarnice i ryby głębokowodne.

### Siedlisko
Zimne wody strefy umiarkowanej.

## Status zagrożenia
W Czerwonej księdze gatunków zagrożonych Międzynarodowej Unii Ochrony Przyrody i Jej Zasobów został zaliczony do kategorii DD (ang. data deficient „brak danych”).